# Artery Recordings
Artery Recordings es un sello discográfico estadounidense con sede en Sacramento, California, Estados Unidos, fue fundada en 2010 como una subsidiaria de Razor & Tie por Eric Rushing, el dueño de The Artery Foundation.
El 31 de agosto de 2017, se anunció que Artery fue adquirida por Warner Music Group.

## Stay Sick
Chris Fronzak, líder de Attila, lanzó su propio sello discográfico en conjunto con Artery Recordings, titulado "Stay Sick". La primera banda en firmar con ellos fue la banda de pop punk Old Again.

## Lista de artistas

### Actuales
| - Altered Perceptions - Capture (anteriormente Capture the Crown) - Cold Black - Conquer Divide - Crystal Lake - Dreamshade - Early Seasons - Falsifier - Four Letter Lie - Heartaches - I Declare War | - Iwrestledabearonce - Message to the Masses - On Broken Wings - Pugtopsy - Siamese - Sleeptalk - She Must Burn - Set on End - Slaves - Stevie T - Upon This Dawning |

Stay Sick
| - Afterlife - BackWordz - Bodysnatcher - Carcer City - Deadships - Enterprise Earth - It Lives, It Breathes - Kissing Candice | - Kriminals - Redeem/Revive - Scream Blue Murder - Shamecult - Spite - Vesta Collide - Villain of the Story |

### Anteriores
| - A Bullet For Pretty Boy (activa, independiente) - Adestria (disuelta) - Attila (activa, ahora con SharpTone Records) - Austrian Death Machine (en hiato) - Built on Secrets (disuelta) - Buried in Verona (disuelta) - Bury Tomorrow (activa, ahora con Nuclear Blast) - Casino Madrid (disuelta) - Chelsea Grin (activa, ahora con Rise Records) - Climates (disuelta) - Close to Home (disuelta) - Concepts (despedidos) - The Crimson Armada (disuelta) - Dead Silence Hides my Cries (activa, independiente) | - Entheos (activa, ahora con Spinefarm Records) - For the Fallen Dreams (activa, ahora con Rise Records) - For the Win (activa, ahora con Victory Records) - In Dying Arms (activa, ahora con Tragic Hero Records) - Incredible' Me (activa, independiente) - Kublai Khan (activa, ahora con Rise Records) - Old Again (disuelta) - The Plot in You (activa, ahora con Fearless Records) - Scars of Tomorrow (activa, independiente) - Shoot the Girl First (activa, ahora con Redfield Records) - Silent Screams (activa, independiente) - Unlocking the Truth (activa, independiente) - Vanna (disuelta) - Years Since The Storm (en hiato) |